# Doppelagent
Doppelagent (Doppelspion), im deutschen Verfassungsschutz Counterman (Plural: Countermen, Abk. CM) bezeichnet, ist eine Person, die für zwei Nachrichtendienste zeitgleich tätig ist. 
- So ist es einerseits möglich, dass es sich bei einem Doppelagenten um eine bereits von der gegnerischen Seite enttarnte oder sich dieser offenbart habende Person handelt, die sich aus Furcht vor Strafe bzw. durch Gewähren von Anreizen hat überwerben („umdrehen“) lassen und nun effektiv nur noch von einem der beteiligten Nachrichtendienste wirklich geführt wird und den anderen Dienst meist mit wertlosen Informationen, die dort gezielt platziert werden sollen, „füttert“.
- Selten ist die Konstellation, dass keiner der Nachrichtendienste von der doppelten Tätigkeit weiß.
- Möglich, aber relativ selten, ist auch die gleichzeitige Tätigkeit für mehr als zwei Dienste (Tripelagent).

Die meisten Doppelagenten arbeiten nur im Sinne eines der Dienste, etwa Richard Sorge nur für den sowjetischen KGB, pro forma jedoch auch für die deutsche Abwehr.
Der britische MI5 hatte im Zweiten Weltkrieg bemerkenswerte Erfolge mit umgedrehten deutschen Agenten; siehe Geschichte des MI5.

## Bekannte Doppelagenten
- Aldrich Ames (* 1941), der angeblich bestbezahlte Doppelspion der Geschichte
- Walter Barthel (1931–2003), MfS der DDR und, dort im Auftrag, beim BND bzw. West-Berliner Verfassungsschutz
- George Blake (1922–2020), Doppelagent des MI6 und der Sowjetunion und Mitglied des sogenannten Cambridge-Five-Spionagerings
- Guy Burgess (1911–1963), Doppelagent des MI5 und der Sowjetunion und Mitglied des sogenannten Cambridge-Five-Spionagerings
- John Cairncross (1913–1995), Doppelagent des MI6 und der Sowjetunion und Mitglied des sogenannten Cambridge-Five-Spionagerings
- Denis Donaldson (1950–2006), nordirischer Spion im Dienst des MI5
- Heinz Felfe (1918–2008), deutscher BND-Mitarbeiter und Spion der Sowjetunion
- Joan Pujol García (1912–1988), deutscher Spion in England, geführt vom MI5
- Gabriele Gast (* 1943), deutsche Spionin für das Ministerium für Staatssicherheit (Stasi), Mitarbeiterin des Bundesnachrichtendienstes (BND)
- Oleg Gordijewski (1938–2025), KGB-Oberst und Doppelagent für den MI6
- Wiktor Grajewski (1925–2007), Doppelagent für den KGB und den israelischen Geheimdienst
- Robert Hanssen (1944–2023), ein Agent des FBI und des KGB
- Mata Hari (1876–1917), niederländische Spionin während des Ersten Weltkriegs
- Johnny Jebsen (1917–1945), deutsch-britischer Doppelagent im Zweiten Weltkrieg
- Klaus Kuron (1936–2020), zuständig für Spionageabwehr beim BfV und Doppelagent für die Stasi
- Donald Maclean (1913–1983), britischer Doppelspion des MI5 und der Sowjetunion und Mitglied des sogenannten Cambridge-Five-Spionagerings
- Ashraf Marwan (1944–2007), israelisch-ägyptischer Doppelagent, warnte Israel kurz vor dem Jom-Kippur-Krieg
- Ana Montes (* 1957), US-amerikanische Doppelagentin, spionierte für Kubas Geheimdienst den Defense Intelligence Agency aus
- Oleg Wladimirowitsch Penkowski (1919–1963), sowjetischer Doppelagent, spionierte er für den MI6 und die amerikanische CIA
- Kim Philby (1912–1988), MI6-Agent und Mitglied des sogenannten Cambridge-Five-Spionagerings
- Dmitri Fjodorowitsch Poljakow (1921–1988), sowjetischer Doppelagent, spionierte er für den FBI und die amerikanische CIA
- Dušan Popov (1912–1981), jugoslawischer Doppelagent, spionierte für MI6 und Abwehr
- Alexander Nikolajewitsch Potejew (* 1952), russischer Doppelagent, spionierte für die amerikanische CIA
- Alfred Redl (1864–1913), k.u.k.-Offizier des sog. Evidenzbüros
- Sidney Reilly (1873 oder 1874–1925), als Doppelagent für mindestens vier Länder tätig
- William Sebold (1899–1970),  US-amerikanischer FBI-Doppelagent im Zweiten Weltkrieg, deckte den Duquesne-Spionagering auf
- Sergei Skripal (* 1951), Agent des russischen SWR und des britischen MI6
- Herman Simm (* 1947), Agent des russischen SWR und des BND
- Alfred Spuhler (1940–2021), deutscher hauptamtlicher Mitarbeiter des  Ministeriums für Staatssicherheit der DDR (MfS), Spion für den Bundesnachrichtendienst (BND)
- Werner Stiller (1947–2016), deutscher hauptamtlicher Mitarbeiter des Ministeriums für Staatssicherheit der DDR (MfS), Spion für den Bundesnachrichtendienst (BND)
- Paul Thümmel (1902–1945), Agent der deutschen Abwehr und des tschechoslowakischen Nachrichtendienstes
- Wladimir Ippolitowitsch Wetrow (1932–1985), Agent des KGB und des französischen Geheimdienstes DST